# Kuyuluk (Kozan)
Kuyuluk ist ein Ortsteil (Mahalle) im Landkreis Kozan der türkischen Provinz Adana mit 241 Einwohnern (Stand: Ende 2024). Im Jahr 2011 zählte der Ort 367 Einwohner.